# Omer Faruk Gergerlioglu
Omer Faruk Gergerlioglu (en turc : Ömer Faruk Gergerlioğlu), né le 2 novembre 1965 à Şarkikaraağaç (Turquie), est un pneumologue turc, militant des droits de l'homme  et député du Parti démocratique des peuples (HDP). Il a consacré sa carrière politique à la lutte contre les violations des droits de l'homme en Turquie.

## Vie éducative
Gergerlioglu a terminé ses études primaires et scolaires à l'école professionnelle religieuse de Bursa, en Turquie. En 1990, il est diplômé de la faculté de médecine de l'Université d'Anadolu.

## Carrière professionnelle
Il a commencé à travailler dans un centre médical à Tecirli, Iğdır. Sa deuxième affectation était l'hôpital d'État d'Orhaneli, à Bursa.
Il a réussi l'Expertise en Sciences Médicales (TUS) en 1995. Il a terminé sa formation d'expertise en pneumologie à l'hôpital de pneumologie Süreyyapaşa en 2000.
En 2005, il a commencé à travailler comme pneumologue (avec un accent sur la tuberculose) à l'hôpital d'État de Seka, Kocaeli.
Il a été suspendu de la fonction publique en raison de l'un des messages qu'il a partagés sur les réseaux sociaux pendant l'état d'urgence (OHAL), qui a été déclaré à la suite de la tentative de coup d'État du 15 juillet 2016 en Turquie. Il a été purgé de la fonction publique par un décret-loi no. 679, du 6 janvier 2017. Il est également interdit de quitter le pays. Ce n'est qu'après avoir été élu député aux élections législatives de juin 2018 qu'il a pu voyager à l'étranger.

### Autres activités
Il a été actif dans le domaine de l'éducation entre 2009 et 2015. Il a été le directeur fondateur d'un institut d'éducation préscolaire. Il était également le représentant de la région de Kocaeli pour un établissement d'enseignement nommé Akil Oyunlari, qui se concentre sur le développement de l'intelligence des enfants.

## Carrière de défense des droits de l'homme
Entre 2003 et 2007, il a assumé la présidence de la branche de Kocaeli de l'Association pour les droits de l'homme et la solidarité avec les opprimés (connue sous le nom de MAZLUMDER une abréviation de son nom turc : « İnsan Hakları ve Mazlumlar İçin Dayanışma Derneği »). Au niveau local à Kocaeli, il a mené diverses activités allant de la liberté d'expression aux droits des femmes. Il a été le premier à rédiger des rapports et à organiser des pétitions. Il a lancé la campagne "Liberté de porter le foulard" et l'a supervisée pendant des années pour demander que les jeunes femmes musulmanes puissent choisir librement si elles portent le voile ou non.
En 2007, l'Assemblée Générale de MAZLUMDER l'a nommé Président au niveau national. Malgré les appels de l'Assemblée générale à poursuivre sa fonction, Gergerlioglu a décidé de quitter la présidence en 2009,. Il a été l'un des cosignataires de la campagne Je m'excuse, dans laquelle plusieurs personnalités de la société turco-kurde ont encouragé la Turquie à assumer le rôle de l'Empire Ottoman et de la Turquie face au génocide arménien.

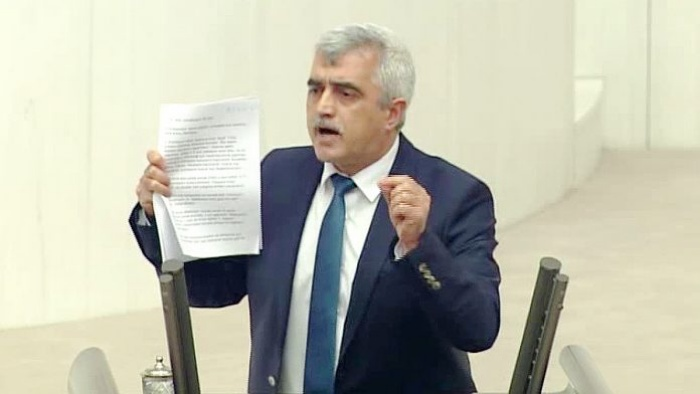
Gergerlioglu lors d'un discours à l'Assemblée générale du Parlement turc

Il est devenu le porte-parole de Kocaeli Peace Platform, qui se composait de diverses ONG actives à Kocaeli, et le porte-parole de Rights and Justice Platform, qui a été fondée en mars 2017.
Il a participé à d'innombrables événements sur les droits de l'homme en Turquie et à l'étranger et a organisé diverses campagnes de défense des droits de l'homme, notamment en rédigeant des rapports sur des questions spécifiques. Depuis 2007, il écrit sur des questions politiques nationales et mondiales dans des journaux et sites Web locaux, nationaux et internationaux. Il a donné d'innombrables interviews sur des sites Web et fait des podcasts sur les violations des droits de l'homme. Il fait des émissions hebdomadaires sur Periscope nommées 'OFG TV'.
Gergerlioglu est un défenseur des droits des Kurdes. Après les opérations de Sur et de Cizre, lui et d'autres militants des droits humains ont publié une déclaration critiquant l'usage excessif de la force et les violations des droits humains des forces de sécurité.
Au lendemain de la tentative de coup d'État du 15 juillet 2016 en Turquie, il s'est principalement concentré sur les effets juridiques et sociaux de l'état d'urgence (OHAL), en particulier les décrets-lois (KHK). Il a joué un rôle de premier plan en révélant des cas de torture (comme l'affaire des diplomates turcs torturés) et en portant à l'attention du public des tragédies des droits de l'homme (comme le cas d'Ahmet Burhan Atac).

### Exemples de ses activités
- Il était le chercheur principal de l'étude de terrain sur « la discrimination ethnique et religieuse en Turquie ».

### Exemples de ses articles et interviews
- "Les prisonniers politiques turcs sont gravement menacés par le COVID-19", Washington Examiner (11 mai 2020)[18].
- Son interview sur le projet de loi sur l'exécution des peines en Turquie, Al Arabiya (15 mai 2020)[19].

## Poursuites judiciaires et controverses
Le 11 octobre 2016, une enquête a été ouverte contre Gergerlioglu pour avoir partagé sur twitter une image en faveur d'un processus de paix turco-kurde, représentant des mères derrière un cercueil symbolique drapé d'un drapeau turc et un autre avec le drapeau des travailleurs du Kurdistan (PKK). L'image a été prise lors d'une manifestation des Mères de la paix lors de la Journée mondiale de la paix. Le 13 octobre, il a été convoqué par son supérieur à l'hôpital public d'Izmit et suspendu de ses fonctions. Nacho Sánchez Amor, l'actuel rapporteur pour la Turquie du Parlement européen, a condamné la confirmation de la peine en février 2021.Gergerlioglu est toujours en mesure de faire appel du verdict devant la Cour constitutionnelle.
En février 2018, Gergerlioglu a été condamné à 2,5 ans de prison après avoir partagé un article sur Twitter intitulé « PKK : si l'État prend l'initiative, la paix peut être obtenue en un mois ». Le journal en ligne qui a publié l'article, T24, n'a pas été poursuivi. En raison de cette condamnation, Omer  Faruk Gergerlioglu a été démis de ses fonctions parlementaires le 17 mars 2021. Par la suite, il n'a pas quitté le bâtiment du Parlement turc et a lancé un soi-disant "Justice Watch" avec d'autres députés du HDP. Le même jour, son immunité parlementaire a été révoquée, le procureur de la République turque près la Cour de cassation Bekir Şahin a déposé une plainte devant la Cour constitutionnelle exigeant pour lui et 686 autres politiciens du HDP une interdiction de faire de la politique pendant cinq ans. Le procès a été déposé en même temps que la demande de fermeture du HDP en raison des liens organisationnels présumés des parties avec le PKK et de son rôle politique dans les activités terroristes. Le 21 mars 2021 au matin, il a été arrêté par la police turque et traîné hors du Parlement turc. Il a été libéré peu de temps après avoir témoigné qu'il n'avait pas quitté le Parlement de son plein gré turc alors qu'il en était expulsé. Le 2 avril 2021, il a été arrêté. Quelques heures plus tard, il a été transporté à l'hôpital pour subir une opération d'urgence. Après l'opération, il a été sorti des soins intensifs et renvoyé en prison.
La Cour constitutionnelle a rétabli l'appartenance parlementaire de Gergerlioglu le 1er juillet 2021, déclarant que ses droits avaient été violés lors de sa condamnation. Il a été libéré de prison le 6 juillet et la décision du tribunal a été lue à la Grande Assemblée nationale le 16 juillet.

## Carrière politique
Lors des élections législatives du 24 juin 2018, il a été élu à la Grande Assemblée nationale turque, député de Kocaeli pour le Parti démocratique populaire (HDP). Il est membre de la Commission parlementaire d'enquête sur les droits de l'homme. Il attire l'attention sur les violations des droits de l'homme et fait campagne pour améliorer les droits des Kurdes, des prisonniers et des personnes qui ont été purgées après la tentative de coup d'État du 15 juillet 2016. En janvier 2018, il a signé une pétition contre l'opération branche d'olivier de la Turquie contre Afrin, en Syrie.

## Honneurs et prix
- Prix de l'intellectuel de l'année par Feta Initiative et Sakarya Voluntary Educators Association (2013)[34]
- Sélectionné comme "Personne de l'année (2019)" par Ahval News[35]